# Эштадиу да Луш
«Эшта́диу да Луш» (порт. Estádio da Luz; официальное название — «Бенфи́ка») — футбольный стадион в Лиссабоне, Португалия, домашняя арена клуба «Бенфика». Название «Эштадиу да Луш» в переводе с португальского языка означает «Стадион света». В народе стадион получил прозвище «Луш» («Свет»), а болельщики «Бенфики» называют его также «Собор» (порт. A Catedral). Официально стадион открыт 25 октября 2003 года матчем «Бенфики» с уругвайским «Насьоналем».
Стадион имеет 4 звезды УЕФА и входит в число 25 крупнейших арен Европы. На нём проходили матчи чемпионата Европы 2004 года, в том числе финал между сборными Португалии и Греции (0:1). Здесь же состоялся финальный матч Лиги чемпионов 2014 года, а также четвертьфиналы, полуфиналы и финал Лиги чемпионов 2020 года.
«Эштадиу да Луш» построен на месте старого стадиона, вмещавшего 78—120 тысяч зрителей, который был полностью демонтирован в 2002 году. Новый стадион вмещает 68,1 тысячи человек. Компания Populous старается использовать как можно больше естественного света во время матчей. Старый «Эштадиу да Луш» принимал финал Кубка обладателей кубков 1992 года и финал молодёжного чемпионата мира 1991 года до 20 лет, между сборными Португалии и Бразилии (0:0, по пенальти — 4:2). Его посетили 127 тысяч зрителей.
«Эштадиу да Луш» перенял название старого стадиона, который, в свою очередь, был назван в честь Церкви света Божьей Матери (Igreja de Nossa Senhora da Luz).

## Характеристики стадиона

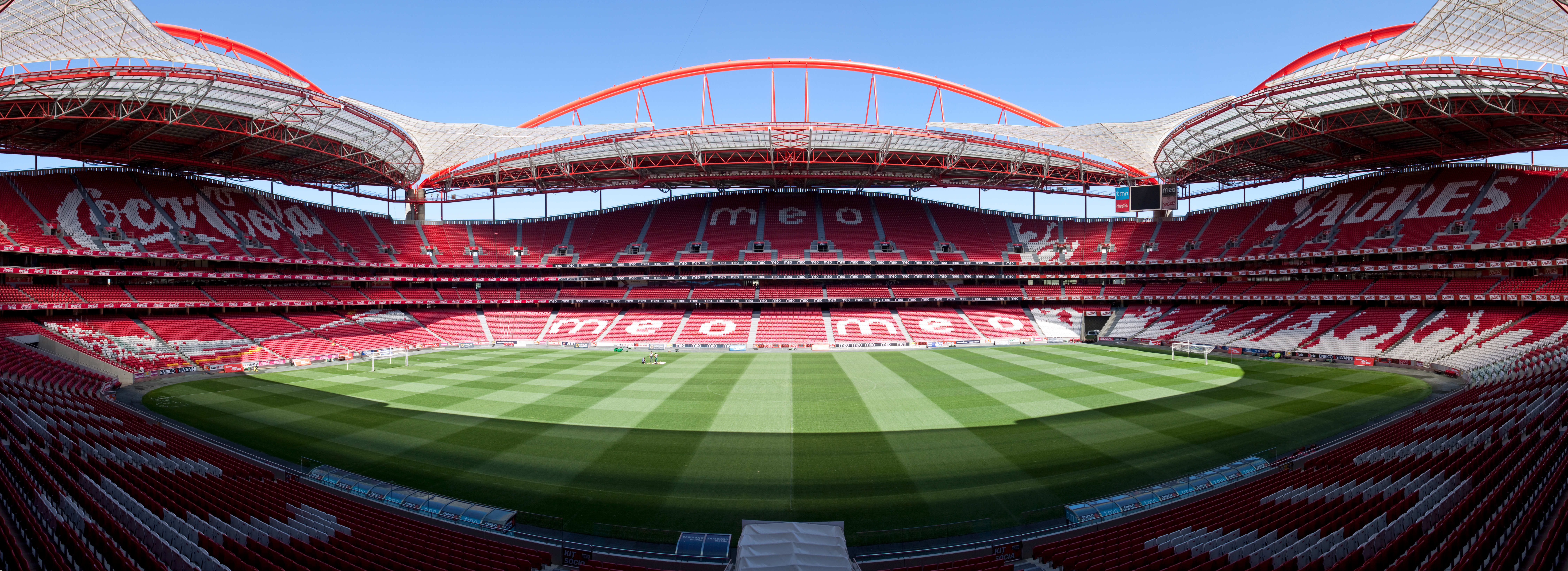
Панорама Да Луш.

## Известные матчи
В 2014 году на этом стадионе состоялся финал Лиги чемпионов.
В сезоне 2019/2020 из-за пандемии коронавируса матчи 1/4 финала и полуфиналы Лиги чемпионов, ровно как и финал, было решено провести на этом стадионе в одноматчевом мини-турнире.
В 1/4 финала «РБ Лейпциг» обыграл «Атлетико» (2:1), «Лион» победил «Манчестер Сити» (3:1), «Бавария» разгромила «Барселону» (8:2), «Пари Сен-Жермен» победил «Аталанту» (2:1). «Барселона» пропустила 4 мяча за тайм в матче Лиги чемпионов впервые в своей истории.
В 1/2 финала «Пари Сен-Жермен» и «Бавария» крупно обыграли своих соперников со счётом 3:0 — «РБ Лейпциг» и «Лион» соответственно.
В финале Лиги чемпионов 2019/20 «Бавария» победила «Пари Сен-Жермен» со счётом 1:0 благодаря голу Кингсли Комана на 59-й минуте.

## Матчи сборной Португалии

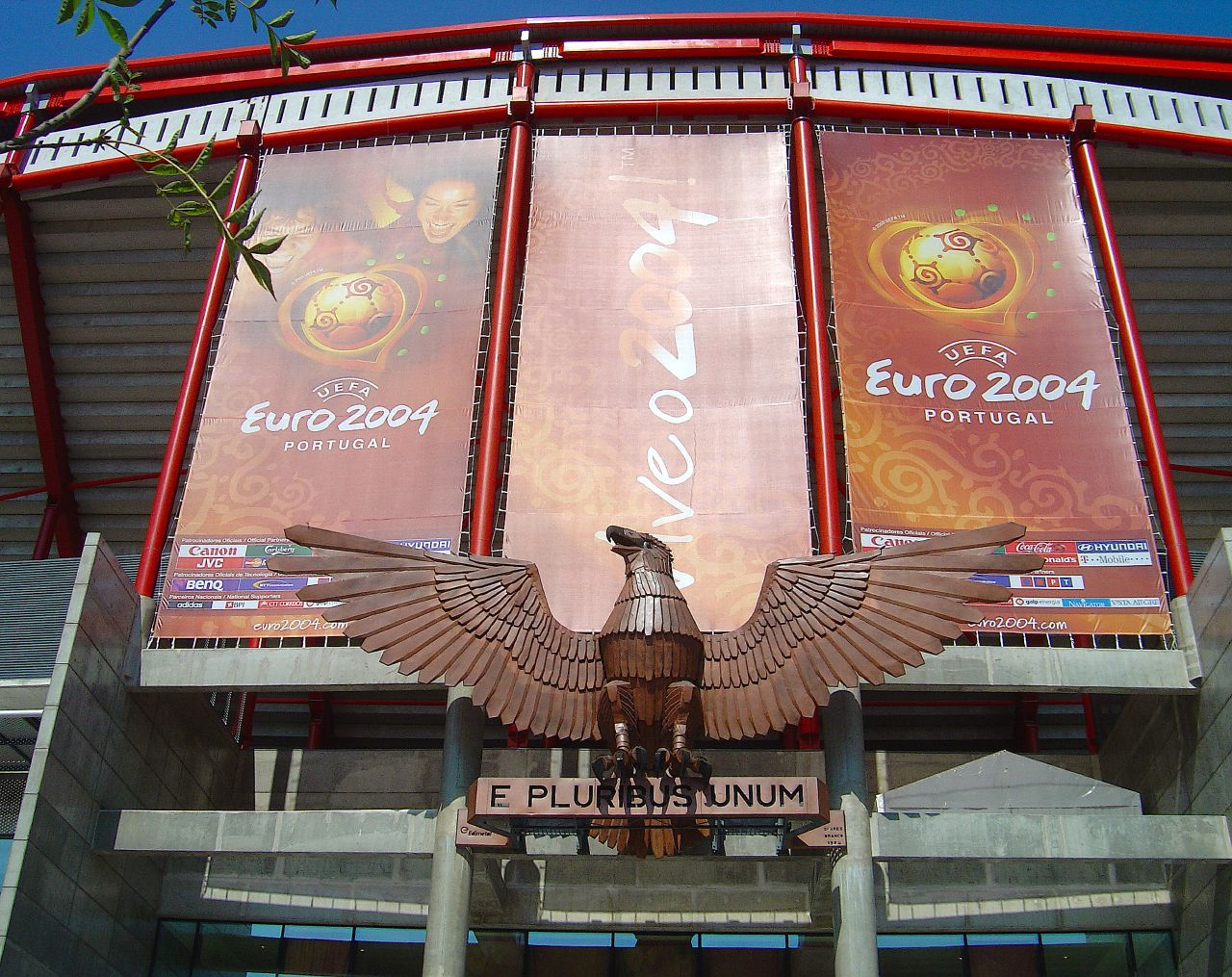
Главный вход на стадион, во время ЕВРО-2004

| #   | Дата            | Счёт | Соперник             | Соревнование             |
| --- | --------------- | ---- | -------------------- | ------------------------ |
| 1.  | 16 июня 2004    | 2-0  | Россия               | Групповой этап ЧЕ-2004   |
| 2.  | 24 июня 2004    | 2-2  | Англия               | Плей-офф ЧЕ-2004         |
| 3.  | 4 июля 2004     | 0-1  | Греция               | Финал ЧЕ-2004            |
| 4.  | 4 июля 2005     | 2-0  | Словакия             | Отборочные матчи ЧМ-2006 |
| 5.  | 8 сентября 2007 | 2-2  | Польша               | Отборочные матчи ЧЕ-2008 |
| 6.  | 10 октября 2009 | 3-0  | Венгрия              | Отборочные матчи ЧМ-2010 |
| 7.  | 14 ноября 2009  | 1-0  | Босния и Герцеговина | Стыковые матчи ЧМ-2010   |
| 8.  | 17 ноября 2010  | 4-0  | Испания              | Товарищеский матч        |
| 9.  | 4 июня 2011     | 1-0  | Норвегия             | Отборочные матчи ЧЕ-2012 |
| 10. | 15 ноября 2011  | 6-2  | Босния и Герцеговина | Стыковые матчи ЧЕ-2012   |
| 11. | 2 июня 2012     | 1-3  | Турция               | Товарищеский матч        |
| 12. | 7 июня 2013     | 1-0  | Россия               | Отборочные матчи ЧМ-2014 |
| 13. | 15 ноября 2013  | 1-0  | Швеция               | Стыковые матчи ЧМ-2014   |